# Нечаянная любовь
«Нечаянная любовь» — советский фильм 1970 года режиссёра Иосифа Шульмана.

## Сюжет
Моряк Алексей Концевой приезжает в отпуск в своё село на Припяти и узнаёт, что хорошая и добрая девушка Алёна Синевец собирается замуж за приезжего парня Веньку. Алексей знает его как нехорошего человека, лоботряса, у которого в Мурманске уже была семья, которую он бросил. Сначала Алексей пытается усовестить самого Веньку, но тот не хочет слушать его. Не помогают и разговоры с Аленой, которая не хочет верить Алексею. Тогда Алексей идёт на крайний шаг — в день свадьбы крадёт из сельсовета печать и таким образом срывает бракосочетание Алёны и Веньки. А к этому моменту и сама невеста понимает, кто на самом деле оказался её женихом.

## В ролях
- Павел Морозенко — Алексей Концевой, моряк
- Энекен Прикс — Алёна Синевец
- Александр Галевский — Веня, приезжий лоботряс, имеющий семью в Мурманске
- Георгий Жжёнов — Матвей Концевой, отец Алексея, кузнец
- Майя Булгакова — мать Алёны
- Павел Кормунин — Олесь Синевец, отец Алёны
- Анатолий Обухов — Миша, друг Веньки
- Августин Милованов — Марк Петрович, председатель совхоза
- Ростислав Шмырёв — сосед Иван Синевец
- Владимир Поночевный — Андрей
- Александр Якутик — Микита
- Борис Владомирский — Михалевич, председатель сельсовета
- Галина Владомирская — Михалевич, жена председателя
- Тамара Кротова — Катя
- Светлана Турова — подруга Оли
- Анатолий Голик — таксист
- Ольга Селезнёва — Света, женщина, которую бросил Веня
- Галина Рогачёва — женщина на мостках
- Нинель Жуковская — эпизод
- Мария Зинкевич — эпизод